# Guarapari Esporte Clube
Maillots
Le Guarapari Esporte Clube est un club brésilien de football basé à Guarapari dans l'État de l'Espírito Santo. Il connut sa période de gloire durant les années 1980 lorsqu'il remporta le championnat d'Espírito Santo et finit deux fois second, en 1982 et 1986.

## Palmarès
- Championnat de l'Espírito Santo :
  - Champion : 1987